# مار جعفری
مار جعفری، افعی جعفری یا افعی فلس اره‌ای نام یک گونه از تیره گرزه‌ماران است که با علامت پیکانی یا صلیبی شکل روی سرش تشخیص داده می شود.

## توصیف

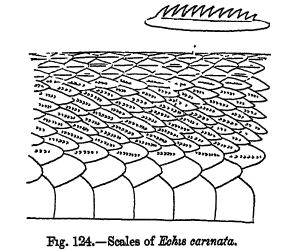
پولک‌های دندانه‌دار مار جعفری

این مارها از نظر اندازه نسبتاً کوچک هستند و بزرگسالان آن‌ها هرگز بزرگتر از حدود ۹۰ سانتی‌متر در طول نخواهد بود. آن‌های دارای سری کوتاه، پهن، گلابی شکل و مجزا از گردن هستند. پوزه‌شان کوتاه و گرد است، در حالی که چشم‌ها نسبتاً بزرگ و برآمده است. فرق سر آن‌ها با پولک‌های کوچک، نامنظم و نیمه‌نیمه پوشیده شده‌است که می‌تواند صاف یا پوشانده‌شده باشد.
بدن آن‌ها نسبتاً بلند و باریک و استوانه‌ای شکل است. فلس پشتی عمدتاً پولک‌دار زورقی شکل است. با این حال، پولک‌ها در جناح پایینی در یک زاویه ۴۵ درجه متمایز و مرکزی بیرون آمده‌اند و دندانه دار است. دم آن‌ها نیز کوتاه است.

## مناطق جغرافیایی
این مارها می‌تواند در پاکستان، هند، سری لانکا، قسمت‌هایی از خاورمیانه و در شمال خط استوا در آفریقا یافت شود. همچنین در برخی مناطق ایران مانند کرمانشاه و بوشهر و فارس نیز مشاهده شده‌است.

## غذا
اطلاعات کمی در مورد عادت غذایی مارهای گونه اکیس موجود است. عادت غذایی گفته می‌شود که بسیار متفاوت باشد و می‌تواند شامل موارد زیر شود اما محدود به آن‌ها نشود؛ این موارد شامل ملخ‌ها، سوسک‌ها، کرم‌ها، حلزون، عنکبوت، عقرب، هزارپا، قورباغه‌ها، وزغ، خزندگان (از جمله مارهای دیگر)، پستانداران و پرندگان کوچک و… شود.

## تولید مثل
بیشتر گونه‌های مار جعفری همانند آن‌هایی که در آفریقا یافت می‌شوند تخم‌گذار هستند، درحالی‌که مارهایی که در هند یافت می‌شوند، دارای قابلیت زایش هستند.